# Сідар-Блаффс (Небраска)
Сідар-Блаффс (англ. Cedar Bluffs) — селище (англ. village) в США, в окрузі Сондрес штату Небраска. Населення — 615 осіб (2020).

## Географія
Сідар-Блаффс розташований за координатами 41°23′50″ пн. ш. 96°36′35″ зх. д. / 41.39722° пн. ш. 96.60972° зх. д. (41.397119, -96.609756).  За даними Бюро перепису населення США в 2010 році селище мало площу 1,00 км², уся площа — суходіл.

## Демографія
Згідно з переписом 2010 року, у селищі мешкало 610 осіб у 231 домогосподарстві у складі 165 родин. Густота населення становила 609 осіб/км².  Було 254 помешкання (253/км²).
Расовий склад населення:
| - 96,6 % — білих - 0,8 % — корінних американців - 0,2 % — азіатів |

До двох чи більше рас належало 1,6 %. Частка іспаномовних становила 1,8 % від усіх жителів.
За віковим діапазоном населення розподілялося таким чином: 26,6 % — особи молодші 18 років, 57,3 % — особи у віці 18—64 років, 16,1 % — особи у віці 65 років та старші. Медіана віку мешканця становила 39,0 року. На 100 осіб жіночої статі у селищі припадало 106,1 чоловіків;  на 100 жінок у віці від 18 років та старших — 100,0 чоловіків також старших 18 років.
Середній дохід на одне домашнє господарство  становив 48 913 долари США (медіана — 46 125), а середній дохід на одну сім'ю — 58 754 долари (медіана — 59 375). За межею бідності перебувало 15,6 % осіб, у тому числі 13,3 % дітей у віці до 18 років та 8,7 % осіб у віці 65 років та старших.
Цивільне працевлаштоване населення становило 261 осіб. Основні галузі зайнятості: освіта, охорона здоров'я та соціальна допомога — 21,1 %, мистецтво, розваги та відпочинок — 11,1 %, роздрібна торгівля — 10,7 %, публічна адміністрація — 10,3 %.